# 圣布里斯 (芒什省)
圣布里斯（法語：Saint-Brice，法語發音：[sɛ̃ bʁis] ⓘ）是法国芒什省的一个市镇，属于阿夫朗什区。

## 地理
圣布里斯（48°41'54"N, 1°18'28"W）面积2.55 平方千米，位于法国诺曼底大区芒什省，该省份为法国西北部沿海省份，西、北、东北三面环大西洋，东起顺时针与卡爾瓦多斯省、奧恩省、马耶讷省和伊勒-维莱讷省接壤。
与圣布里斯接壤的市镇（或旧市镇、城区）包括：拉戈德弗鲁瓦、圣瑟尼耶-苏萨夫朗什、塞河畔蒂尔皮耶。

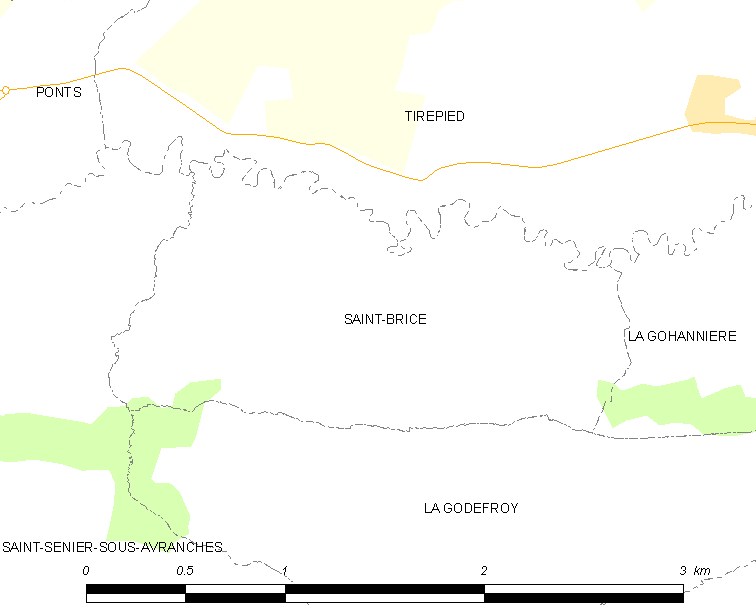
的OSM定位图

圣布里斯的时区为UTC+01:00、UTC+02:00（夏令时）。

## 行政
圣布里斯的邮政编码为50300，INSEE市镇编码为50451。

## 政治
圣布里斯所属的省级选区为伊西尼-勒比阿县。

## 人口

1962-2008年间人口变化图示

圣布里斯于2022年1月1日时的人口数量为136人。